# Mýval severní
Mýval severní (Procyon lotor), lidově také medvídek mýval, je středně velký savec obývající původně Severní Ameriku. Člověkem byl však zavlečen i do jiných částí světa (invazní druh), například do Evropy, Japonska nebo na Kavkaz. Jeho přirozeným biotopem jsou listnaté a smíšené lesy, ale díky své přizpůsobivosti dnes zcela běžně obývá i města, kde je často považován za vážného škůdce. Mýval často vyhledává skrýše v podobě nory nebo v zastavěné oblasti komíny. Obzvlášť v komíně se stává problémovým domácím mazlíčkem, kde si dělá pelech a utváří si velice rozmanitý příbytek.

## Popis
S velikostí 41–72 cm a hmotností mezi 3,6–9 kg je mýval největším zástupcem čeledi medvídkovití. Celý je porostlý hustou, šedou srstí, mezi jeho charakteristické znaky patří výrazná černá obličejová maska a tmavě pruhovaný ocas. Patří mezi všežravce a obvykle je aktivní v noci; jeho strava je z 40 % tvořena bezobratlými, 33 % zaujímá rostlinná složka a zbývajících 27 % obratlovci.
V minulosti byl mýval severní považován za samostatně žijící šelmu, dnes je však známo, že žije ve skupinách. Po přibližně 65 dnech březosti samice rodí 2–5 mláďat, o která pečuje až do konce podzimu. Ačkoli se v zajetí může dožít i více než 20 let, ve volné přírodě činí průměrná délka jeho života 1,8–3,1 let (podle místních podmínek, jako např. klima nebo i intenzita dopravy).

## Rozšíření
Mýval se vyskytuje v celé kontinentální severní a střední Americe, od subpolární tajgy po panamský deštný prales. Na mnoha karibských ostrovech byli brzy vyhubeni evropskými kolonisty, kteří je lovili pro maso. Například na Hispaniole byli vyhubeni v roce 1513, na Kubě a Jamajce v roce 1687. Na některých ostrovech, např. na Bahamách a Guadeloupe, ale stále žijí poddruhy mývala, které jsou IUCN vedeny jako ohrožené.

### Nepůvodní rozšíření

#### Evropa
V roce 1934 byly vysazeny v německém městě Kassel dva páry do volné přírody. K rozšíření přispěly také kožešinové farmy, které počátkem 20. století vznikaly po celém Německu. Během 2. světové války jich bylo mnoho zničeno a zvířata z nich utekla do volné přírody. Jen v Německu dnes odhadem žije na 300 tisíc až 1 milion mývalů a jsou rozšířeni ve většině zemí západní a střední Evropy. Vyskytuje se i v celém Česku, nejčastěji na jižní Moravě a na Šumavě, ale i v západních a středních Čechách. Populace mývalů se nachází také v Bělorusku, kam byli úmyslně vysazeni v letech 1948 a 1954. Od roku 2016 je na Seznamu invazních nepůvodních druhů s významným dopadem na Unii (myšleno Evropskou unii).

#### Kavkaz
Mýval byl vysazen v roce 1937 v Ázerbájdžánu a pak také na řekách Těrek a Sulak. Měl být využíván jako kožešinová zvěř. Introdukce byla úspěšná, vyskytuje se po celém Kavkaze.

#### Japonsko
Mýval se do Japonska dostal jako důsledek popularity televizního seriálu Araiguma rascal (angl. Raccoon Rascal) z roku 1977. V té době bylo do země dováženo až 1500 mývalů ročně, z nichž mnoho bylo posléze vypuštěno do volné přírody. Dnes se vyskytuje po celém Japonsku.

## Invazní druh
Mýval severní představuje významné nebezpečí pro původní druhy v České republice, a to zejména pro ptáky hnízdící na zemi i na stromech, kterým vybírá hnízda v budkách a v dutinách stromů. Mýval také ohrožuje obojživelníky a plazy, například kriticky ohroženou užovku stromovou v Poohří. Vytlačuje také původní druhy šelem, například jezevce lesního a kočku divokou. 
Mýval neměl v Česku přirozeného predátora, nedocházelo tak k jeho přirozené regulaci v přírodě. Ve druhém desetiletí 21. století však začaly narůstat stavy vlka obecného, který může mývaly lovit.

## Přenašeč nemocí
Vysoké procento mývalů (v Evropě 68 až 82 %) je hostiteli hlístice Baylisascaris procyonis, zvané škrkavka mývalí. Ta může infikovat divoká i domácí zvířata, vzácně i člověka. Kvůli schopnosti larev napadat mozkovou tkáň může mít onemocnění závažné důsledky. 
Kromě těchto parazitů mohou být mývalové také přenašeči vztekliny a dalších bakteriálních a virových nemocí.

## Chov
Chov mývala je na území Evropské unie zakázaný. Výjimku má jako jediná zoo v Česku Zoologická zahrada Tábor.